# 干巴节
干巴节是瑶族的传统节日，主要流行于云南河口瑶族自治县，每年的夏历三月初三举行，集体渔猎是该节日的最大特色。旧时渔猎业在当地的经济生活中占据了较大的比重，因此过去每年春天到来之际，当地人都要举行集体渔猎活动，长此以往，就形成了干巴节。

## 庆祝方式
夏历2月下旬，各个村寨开始开会商议节日的活动内容。会后，负责上山打猎的村寨准备枪支、火药、弓箭，负责下河捕鱼的村寨准备渔网、鱼叉。节日当天清晨，原定上山打猎的村寨，男人们手持火枪、弓弩，带上粑粑等食物上山围猎；女人和老人在家中宰鸡杀鸭，制作各种糯米饭，准备酒菜。猎物被男人拿回来分配时人人有份。原定下河捕鱼的村寨在黎明前出发，男女老幼结队下河捕鱼，捕获的鱼按户分配。
吃完饭后，人们云集于广场，手拉手围成圆圈，唱歌跳舞，以此预祝未来一年的丰收，傍晚人们会互相串门祝贺，饮酒对歌。